# Трој (Охајо)
Трој (енгл. Troy) град је у америчкој савезној држави Охајо.

## Демографија
По попису из 2010. године број становника је 25.058, што је 3.059 (13,9%) становника више него 2000. године.
| Група             | 2000.          | 2010.          |
| Белци             | 20.036 (91,1%) | 22.305 (89,0%) |
| Афроамериканци    | 1.051 (4,8%)   | 1.057 (4,2%)   |
| Азијати           | 366 (1,7%)     | 613 (2,4%)     |
| Хиспаноамериканци | 170 (0,8%)     | 455 (1,8%)     |
| Укупно            | 21.999         | 25.058         |